# هات-۲
هات-۲ (به انگلیسی: HOT-2) با فرمول شیمیایی C۱۲H۱۹NO۳S یک ترکیب شیمیایی است. که جرم مولی آن ۲۵۷٫۳۴۷ g/mol می‌باشد. 